# Juan Carlos Armental
Juan Carlos Armental (Montevideo, 1913. április 19. – ?, ?) uruguayi nemzetközi labdarúgó-játékvezető.

## Pályafutása

### Nemzeti játékvezetés
Ellenőreinek, sportvezetőinek javaslatára lett az I. Liga játékvezetője. Az aktív nemzeti játékvezetéstől 1966-ban vonult vissza.

### Nemzetközi játékvezetés
Az Uruguayi labdarúgó-szövetség Játékvezető Bizottsága (JB) terjesztette fel nemzetközi játékvezetőnek, a Nemzetközi Labdarúgó-szövetség (FIFA) 1951-től tartotta nyilván bírói keretében. Uruguay első nemzetközi játékvezetője. A nemzetközi porondon 1946-ban kapott először feladatot. Több nemzetek közötti válogatott és klubmérkőzést vezetett, vagy működő társának partbíróként segített. Az aktív nemzetközi játékvezetéstől 1966-ban búcsúzott.

#### Amerika Kupa
Brazília rendezte a 21., az 1949-es Copa Américát, ahol a CONMEBOL JB bíróként foglalkoztatta.

##### Copa América mérkőzés
| Időpont           | Helyszín                             | Mérkőzés típusa | Mérkőzés          | Eredmény | Nézők száma |
| ----------------- | ------------------------------------ | --------------- | ----------------- | -------- | ----------- |
| 1949. április 6.  | Pacaembu Stadion, São Paulo          | csoportmérkőzés | Paraguay–Kolumbia | 3 : 0    | 30 000      |
| 1949. április 10. | São Januario Stadion, Rio de Janeiro | csoportmérkőzés | Paraguay–Ecuador  | 1 : 0    | 15 000      |
| 1949. április 13. | Pacaembu Stadion, São Paulo          | csoportmérkőzés | Brazília–Chile    | 2 : 1    | 45 000      |
| 1949. április 20. | São Januario Stadion, Rio de Janeiro | csoportmérkőzés | Peru–Ecuador      | 4 : 0    | 7 000       |

## Magyar vonatkozás
| Időpont           | Helyszín                  | Mérkőzés típusa          | Mérkőzés           | Eredmény | Nézők száma |
| ----------------- | ------------------------- | ------------------------ | ------------------ | -------- | ----------- |
| 1961. december 9. | Nemzeti Stadion, Santiago | 377. válogatott mérkőzés | Chile–Magyarország | 5 : 1    | 55 000      |

## Külső hivatkozások
- Juan Carlos Armental. World Referee. [2012. szeptember 11-i dátummal az eredetiből archiválva]. (Hozzáférés: 2013. január 13.)
- Juan Carlos Armental. footballzz.com. (Hozzáférés: 2013. január 13.)
- Juan Carlos Armental. eu-football.info. (Hozzáférés: 2013. január 13.)